# Агаев, Бахрам Джафар оглы
Бахрам Джафар оглы Агаев (азерб. Bəhram Cəfər oğlu Ağayev, 1884 — 1956) — революционер, участник борьбы за советскую власть в Азербайджане.
Родился в селе Шихир-Гюн Сарабского вилайета Ирана. По национальности азербайджанец. Переехав на заработки в Баку, Агаев вместе с двумя братьями включился в рабочее движение и в 1904 году вступил в РСДРП.
Был участником первой русской революции, а также революции в Иране в 1907—1911 годах, затем опять жил и работал в Баку. В 1917 году Агаев был избран членом Исполкома Совета рабочих-южноазербайджанцев, входил в состав Бакинского Совета рабочих и солдатских депутатов. В 1918 году Агаев участвовал в организации советов в уездах Азербайджана, входил в состав Бакинского комитета партии, а в 1919 году принимал участие в провозглашении Муганской советской республики. Был одним из организаторов социал-демократической организации иранских эмигрантов «Адалят».
В 1925 году был арестован после обвинения в склоке среди иранских коммунистов. Поддерживал троцкистов (1927). Вел работу среди тюрок, агитировал иранских коммунистов за возвращение в Иран (1927-28). Был репрессирован в 1936 году, реабилитирован в 1954 году. Умер в Баку, похоронен на Аллее почётного захоронения.